# 柿沼謙太
柿沼 謙太（かきぬま けんた、1986年12月15日 - ）は、日本の男性元プロレスラー、中学校教諭（保健体育）。埼玉県熊谷市出身。

## 経歴
熊谷市立熊谷東小学校、熊谷市立富士見中学校、東京成徳大学深谷高等学校、日本大学文理学部卒業（教員免許所持）。
2009年10月24日、ZERO1後楽園ホール大会におけるvs崔領二&関本大介戦でデビュー（パートナーは大谷晋二郎）。
教職を目指すため2011年11月9日の後楽園ホール大会の翌日に引退を表明した。
2014年に「あなたのレスラーズ」のプロレス教室に登場した。2月11日、ZERO1後楽園ホール大会でリング上から挨拶し、教員採用試験に合格したことを発表。4月から埼玉県の中学校教諭となった。